# Centenario del Real Madrid Club de Fútbol
A lo largo del año 2002 el Club celebró su centenario (1902-2002) con una serie de celebraciones, que empezaron el 1 de enero de 2002 y terminaron el 1 de enero de 2003.
Entre los eventos programados más destacados en la celebración figuran los siguientes:
- Colección editorial del Centenario: obras conmemorativas del Centenario en VHS y DVD: Historia de los 100 años de vida del Real Madrid.
- Se inauguró el Museo Real Madrid de Baloncesto.
- Torneo All-Stars Madrid 2012: Partido de baloncesto amistoso entre los Magic All Stars (un combinado de exjugadores de la NBA liderados por Magic Johnson) y el Real Madrid para homenajear a la sección de baloncesto y para promocionar la candidatura de Madrid a los Juegos Olímpicos de 2012.[2][3][4][5][6]
- Partido homenaje al baloncesto entre una selección de estrellas de la Euroliga y el Real Madrid.[7]
- Fiesta para niños y mayores de la afición en el Parque de Atracciones de Madrid el 6 de marzo de 2002 para celebrar el cumpleaños del Real Madrid.
- Partido de homenaje a exjugadores (incluyendo la leyenda Alfredo Di Stéfano) entre la selección de Japón (coanfitriona de la Copa Mundial de Fútbol de 2002) y el Real Madrid en el Estadio Santiago Bernabéu. La recaudación fue donada a la Fundación Proyecto Hombre bajo el lema “Drogas No”.[8]
- Concierto del Centenario Blanco: Artistas españoles de primera línea cantarán en directo para celebrar por todo lo alto el Centenario en el Santiago Bernabéu. No faltarán los principales nombres del panorama nacional de música pop y latina.
- Concierto Latino: Concierto apadrinado por Julio Iglesias, un madridista de pro que fue el principal anfitrión de la fiesta y deleitó a los socios y aficionados con sus canciones. El artista español más internacional congregó un amplio abanico de artistas latinos de primera línea y de varias generaciones.
- Concierto de gala: En Chamartín con la participación estelar de Plácido Domingo, artista que puso voz al himno del Centenario.
- Torneo del Centenario: Homenaje a Santiago Bernabéu en su trofeo entre los cuatro equipos más laureados de la Copa de Europa: Real Madrid, A. C. Milan, Liverpool F. C. y F. C. Bayern de Múnich.[9][10][11]
- Última etapa de la Vuelta ciclista a España que finalizó en el mismo césped del Estadio Santiago Bernabéu. Celebración y entrega de todos los premios en el centro del estadio.[12][13]
- Partido solidario auspiciado por la ONU destinado a la lucha mundial contra el VIH/sida entre el Real Madrid y la A. S. Roma diputado en el Giants Stadium de East Rutherford.[14]
- Día Mundial del Fútbol: Partido de homenaje mundial al fútbol entre una selección de estrellas de la FIFA y el Real Madrid.[15][16]
- Torneo de Navidad: Partido entre el Maccabi Tel Aviv B. C. y el Real Madrid disputado en el Pabellón Raimundo Saporta.[17]
- Fiesta de despedida: El 31 de diciembre de 2002 tuvo lugar una gran fiesta para despedir el año del Centenario. El Madrid convocó a los ciudadanos a las doce de la noche en el Estadio Santiago Bernabéu para que despidieran allí el año tomando las uvas en lugar de la tradicional cita en la Puerta del Sol. Después hubo una gran fiesta de Nochevieja.

El gran logro en el año del Centenario, fue la conquista de la Copa de Europa. El partido tuvo lugar en el Hampden Park de Glasgow frente al Bayer Leverkusen. El partido terminó 2-1 gracias a un tanto de Zinedine Zidane al final de la primera parte, en un remate espectacular de volea que entraba por la escuadra de la meta alemana. El Real Madrid aguantó el empuje al final del partido, y una serie de paradas decisivas de Iker Casillas, que entró en sustitución de César Sánchez por lesión, hicieron que el Real Madrid pudiese levantar su Novena Copa de Europa como broche de oro del Centenario.
Por otro lado, en agosto de 2002 se conquistó la 1ª Supercopa de Europa de su historia tras derrotar al Feyenoord por 3-1 y en diciembre se proclamó campeón de la 3ª Copa Intercontinental para el club tras vencer por 2-0 al Club Olimpia. De esta forma, se puso el broche de oro al año del Centenario.
Otro de los colofones del Centenario, estaba dentro de la disputa de la Copa del Rey de 2002 que se celebraría en el Estadio Santiago Bernabéu meses antes. La final se disputó el 6 de marzo del 2002, fecha que coincidía con la celebración del centenario del club madridista, es por ello que la victoria (1-2) del R. C. Deportivo de La Coruña es recordada como el "Centenariazo".
Por último, en el Campeonato Nacional de Liga el club blanco acabó 3º con 66 puntos, quedando por detrás del Valencia C.F. y del R. C. Deportivo de La Coruña.